# Показатели качества извлечённого керна

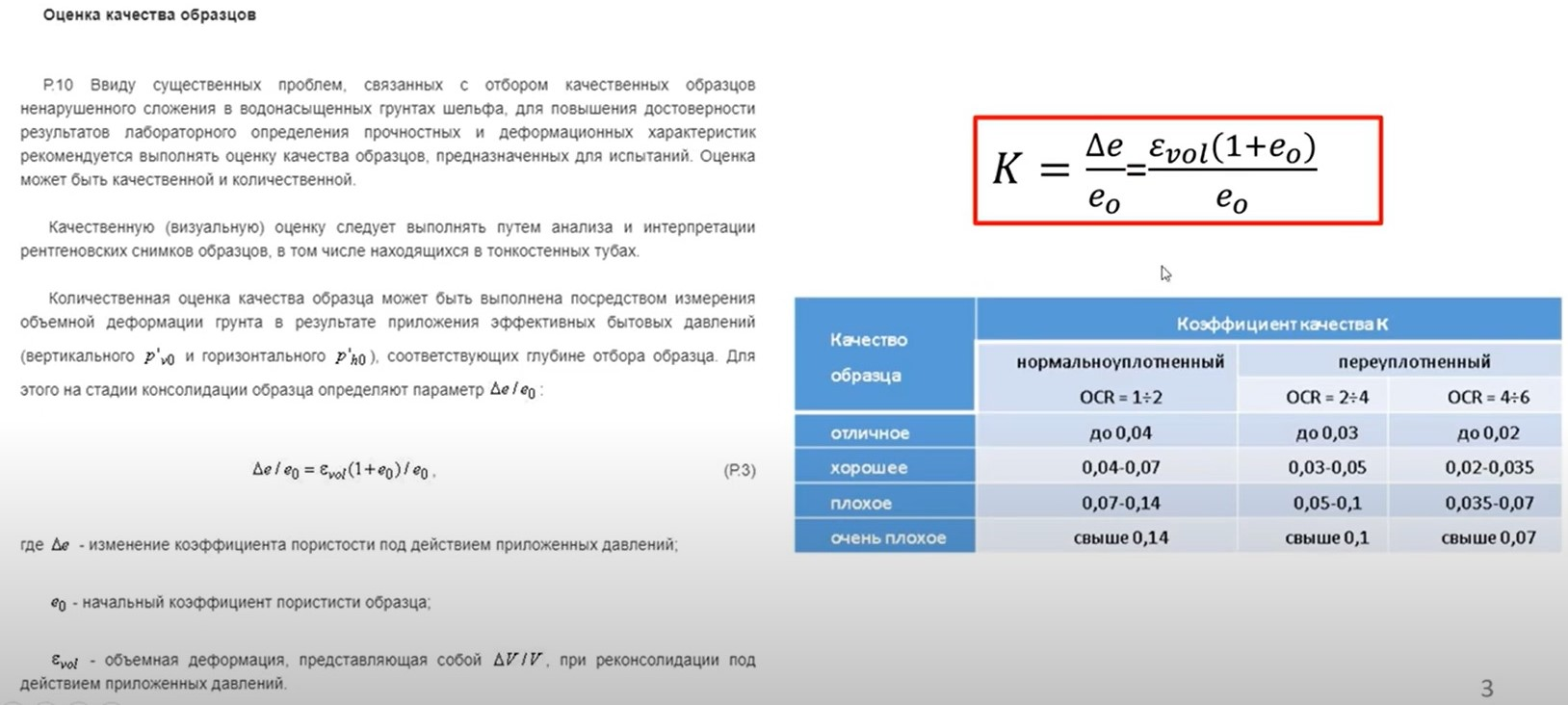
Оценка качества образца согласно российского СП 23.13330.2011 Основания гидротехнических сооружений

Показатели качества извлеченного керна из скважины .

## Общий показатель качества извлеченного керна
Общий показатель качества извлеченного керна (англ. Total core recovery,TCR) представляет собой процент извлечения керна из скважины.
TCR определяется как частное:
{\displaystyle TCR=\left({\frac {l_{\mathrm {sum~of~pieces} }}{l_{\mathrm {tot~core~run} }}}\right)\times 100} %
{\displaystyle l_{\mathrm {sum~of~pieces} }} = Сумма длин основных частей
{\displaystyle l_{\mathrm {tot~core~run} }} = Общая длина основного участка
Стоит отметить, что с глубины легче достать грунт ненарушенной структуры.

## Доля твердой части в извлеченном керне
Доля твердой части в извлеченном керне (англ. Solid core recovery, SCR) SCR представляет собой процент извлеченния в керне скважины твердых, цилиндрических кусков керна породы.
SCR определяется как частное:
{\displaystyle SCR=\left({\frac {l_{\mathrm {total~length~of~core~in~pieces~>~core~diameter} }}{l_{\mathrm {tot~core~run} }}}\right)\times 100} %
{\displaystyle l_{\mathrm {sum~of~solid~core~pieces} }} = Сумма длин сплошных, цилиндрических, стержневых частей
{\displaystyle l_{\mathrm {tot~core~run} }} = Общая длина основного участка

## Показатель качества породы RQD
Показатель качества породы RQD  мера степени трещиноватости скального грунта, измеряемая в процентах от керна при длине 10 см и более. Высококачественная порода имеет RQD более 75%, низкокачественная менее 50%. Обозначение качества породы (RQD) имеет несколько определений. Наиболее широко используемое определение было разработано в 1964 году Д.Ю. Диром. Это процент извлечения керна скважины, включающий только куски твердого керна длиной более 100 мм. мм длины, измеренной по центральной линии сердечника. В этом отношении куски сердцевины, которые не являются твердыми и прочными, не должны учитываться, хотя их 100. мм в длину. Первоначально RQD был представлен для использования с сердечниками диаметром 54,7 мм. мм (сердечник размера NX). RQD имеет большое значение для оценки поддержки каменных тоннелей. RQD образует базовый элемент в некоторых из наиболее часто используемых систем классификации массивов горных пород: рейтинговой системе горных пород (RMR) и Q-системе .
RQD определяется как частное:
{\displaystyle RQD=\left({\frac {l_{\mathrm {sum~of~length~of~core~pieces~>100mm} }}{l_{\mathrm {tot~core~run} }}}\right)\times 100} %
{\displaystyle l_{\mathrm {sum~of~length~of~core~pieces~>10cm} }} = Сумма длин частей сердечника > 100 мм (4 дюйма), измеренных по центральной линии
{\displaystyle l_{\mathrm {tot~core~run} }} = Общая длина основного участка

### Классификационная таблица

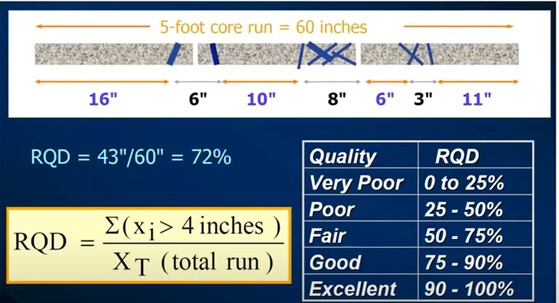
Показатели качества извлеченного керна

По индексу RQD массив горных пород можно классифицировать следующим образом:
| РКД     | Качество горной массы |
| ------- | --------------------- |
| <25%    | Очень плохой          |
| 25-50%  | плохой                |
| 51-75%  | среднего качества     |
| 76-90%  | Хороший               |
| 91-100% | Превосходный          |

## Классификация горных массивов
Многие системы классификации массива горных пород используют в качестве входных параметров параметры извлечения керна, такие как рейтинг горной массы и Q-система .